# 斯蒂利斯科
49°32′31″N 24°4′30″E / 49.54194°N 24.07500°E

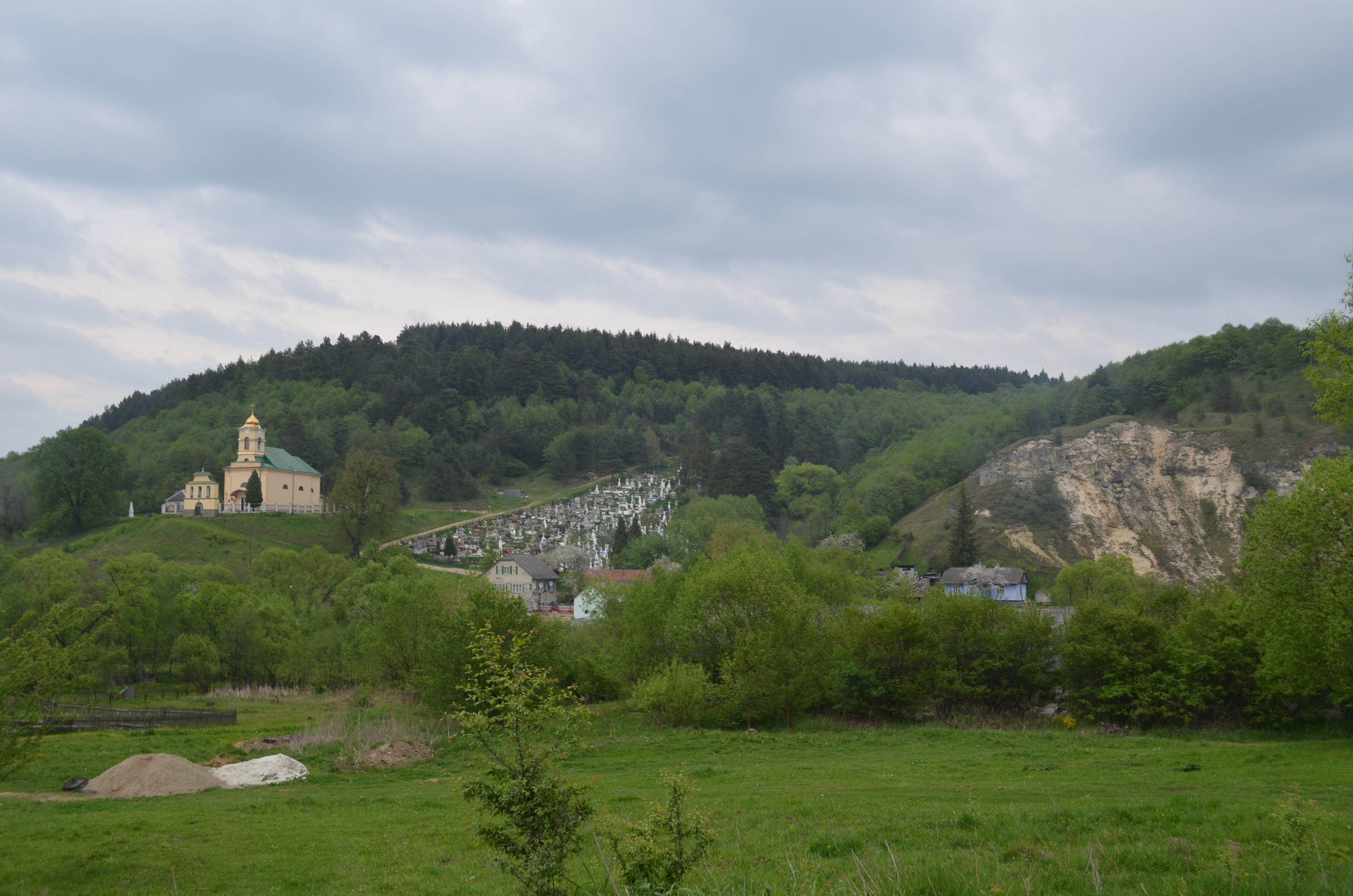
教堂及墓地

斯蒂利斯科（烏克蘭語：Стільсько），是烏克蘭西部利沃夫州斯特雷區特羅斯佳內茨市鎮内的村庄。處於科洛德尼察河畔，始建於十三世紀，面積0.98平方公里，海拔高度284米，2015年人口834。